# Tojoda Kiicsiró

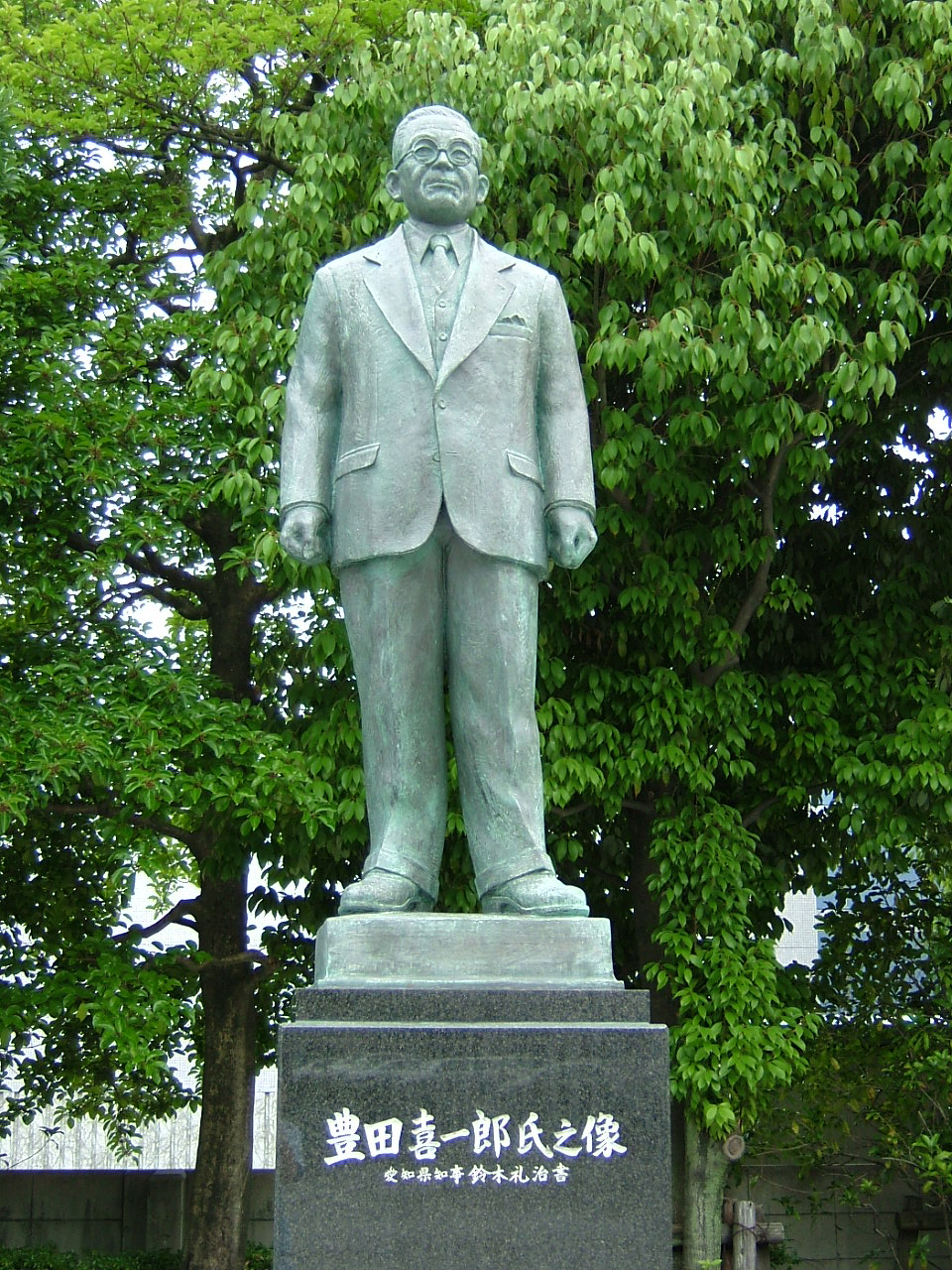
Tojoda Kiicsiró

Tojoda Kiicsiró (japánul: 豊田 喜一郎, nyugaton: Kiichiro Toyoda), (Japán, 1894. június 11. – 1952. március 27.) japán üzletember, Tojoda Szakicsi fia. Az ő irányítása alatt vált a Toyoda szövőipari vállalkozásból autógyártóvá a II. világháború alatt Toyota Motor Corporation néven. Toyoda a Toyota első elnöke volt 1941 és 1950 között.

## Pályafutása
A Tokiói Egyetemen szerzett mérnöki diplomát, majd Angliában dolgozott a Platt Brothers and Company-nél, ami egy textilipari vállalkozás volt. Később az Egyesült Államokban tapasztalatot szerzett az amerikai gyártási módszerekről. Japánba visszatérve apja szövödei vállalkozásánál kezdett el dolgozni, de már akkor elkezdte tanulmányozni az autógyártást. Vásárolt egy Chevroletet, és mérnökök segítségével többször szét- és összeszerelte.
1934-re ő és csapata megépítették első benzinmotorukat. 1935-ben elkészítették az első prototípust autójukból, ami Ford és Chevrolet alkatrészeket tartalmazott Chrysler váz alatt. Ezt Model A1-nek nevezték. Az autógyártási üzletág hamar sikeres lett, és ez eredményezte azt, hogy 1941-ben Tojoda lett az újonnan megalakult Toyota Motor Corporation elnöke. A háború utáni nyersanyaghiány miatt azonban a cég majdnem csődbe ment, és a munkások sztrájkot szerveztek, emiatt Tojoda 1950-ben visszavonult az elnöki poszttól. 1952-ben hunyt el.

## Fordítás
- Ez a szócikk részben vagy egészben  a   Kiichiro Toyoda című angol Wikipédia-szócikk ezen változatának fordításán alapul.  Az eredeti cikk szerkesztőit annak laptörténete sorolja fel. Ez a jelzés csupán a megfogalmazás eredetét és a szerzői jogokat jelzi, nem szolgál a cikkben szereplő információk forrásmegjelöléseként.